# Fritz Röttcher
Fritz Röttcher (* 27. Juni 1879 in Meschede; † 8. August 1946 in Ingwiller) war ein deutscher Pazifist, Verleger und Publizist.

## Leben
Der Sohn eines evangelischen Pfarrers war zunächst als Drogist tätig. Röttcher war Besitzer einer Drogerie in Wiesbaden. Er war Mitglied in der Deutschen Gesellschaft für ethische Kultur und war in der Genossenschaftsbewegung aktiv. Röttcher wurde Mitglied und Schriftführer der Wiesbadener Gesellschaft für Friedensfreunde. Er organisierte den III. Deutschen Friedenskongress in Wiesbaden im Jahr 1910 mit. An den folgenden Kongressen 1911/1912 nahm er teil. Röttcher begann Beiträge in pazifistischen Zeitschriften zu verfassen. Ab 1914 war er Sekretär der Deutschen Friedensgesellschaft. Weil wegen des Krieges ein Großteil der internationalen Kontakte nicht mehr bestanden, richtete er eine Auskunfts- und Briefstelle ein. Mit seinen anhaltenden pazifistischen Meinungsäußerungen geriet er mehrfach in Konflikt mit den Behörden. In zwei Fällen wurde ein Strafverfahren eingeleitet. Auch als er zum Militär eingezogen wurde, blieb er weiter in der Friedensgesellschaft aktiv. Er nahm an der Hauptversammlung 1917 teil und erstellte den Geschäftsbericht der Gesellschaft. Daraufhin wurde er zum Frontdienst eingeteilt. In den Jahren 1918 bis 1919 war Röttcher aktiv in der Rätebewegung in Württemberg.
Nach dem Krieg wurde der Hauptsitz der Gesellschaft nach Berlin verlegt. In Stuttgart blieb ein süddeutsches Sekretariat das Röttcher leitete. In dieser Zeit baute er die Buchhandlung der Friedensgesellschaft aus und veröffentlichte eigene Schriften. Von 1925 bis 1932 war er Redakteur und später Herausgeber der Zeitschrift Die Menschheit, einem Organ des Bundes für Menschheitsinteressen. Bereits seit 1920 war er Mitherausgeber gewesen. Die Zeitschrift griff 1923 insbesondere die Schwarze Reichswehr an. Daraufhin wurde sie zeitweise auf Grund des geltenden Ausnahmezustandes verboten. Im Zusammenhang mit den Bestrebungen zur Aufnahme Deutschlands in den Völkerbund griff er Reichskanzler Gustav Stresemann scharf an und bezeichnete ihn als Vertreter eines „waffenstarrenden Deutschland“. Stresemann reagierte in einer Rede in Genf heftig auf diese Angriffe. In dieser Zeit wurde er am 29. Juli 1927 unter dem Verdacht des Landesverrats festgenommen, weil er in der Zeitschrift Die Menschheit über Verbindung zwischen Reichswehr und Stahlhelmbund berichtet hatte. Unter anderem Kurt Tucholsky beschäftigte sich zeitgenössisch mit dem Fall. Den Aufruf zu seiner Freilassung unterzeichneten neben sechs Organisationen Persönlichkeiten wie Philipp Scheidemann, Veit Valentin, Harry Graf Kessler, Albert Einstein, Toni Pfülf oder Katharina von Kardorff-Oheimb. Am 3. Februar 1928 kam er auf Kaution frei. Das Verfahren gegen ihn, Karl Mertens und Friedrich Wilhelm Foerster wegen Landesverrats vor dem Reichsgericht wurde am 9. August 1928 eingestellt. Im Verfahren wegen Betrugs (ein ehemaliger Mitarbeiter hatte ihn denunziert wegen Angabe zu hoher Auflagenzahlen gegenüber Inserenten seiner Zeitschrift) wurden er und seine Ehefrau auf Antrag des Staatsanwalts und der Verteidigung vom Erweiterten Schöffengericht Wiesbaden am 17. Oktober 1928 freigesprochen. Mit seiner Haltung zum Völkerbundbeitritt repräsentierte Röttcher nicht die Friedensgesellschaft insgesamt. Ende 1929 kam es zwischen ihm und der Friedensgesellschaft zum Bruch. Seine Zeitschrift war seit 1930 kein Pflichtorgan der Gesellschaft mehr. Damit verlor die Zeitschrift erheblich an Bedeutung.
Noch vor dem Beginn der Zeit des Nationalsozialismus verzog Röttcher zunächst ins Saargebiet und dann nach Frankreich. Dort nahm er die französische Staatsbürgerschaft an. Zwar wechselte er mehrfach seinen Wohnort, wurde aber offenbar während der deutschen Besetzung nicht verhaftet. Röttcher starb 1946 in Ingwiller.
Er war verheiratet mit Anni Röttcher-Mertens. Diese war auch als Publizistin in der pazifistischen Bewegung aktiv. Ihr Buch „Pazifistische Kinderwelt“ wurde 1933 von den Nationalsozialisten auf eine Schwarze Liste Jugendschriften gesetzt.

## Veröffentlichungen
- Die Frau und der Völkerbund, Stuttgart, Deutsche Friedensgesellschaft, 1919
- Die Reparationen und der Marksturz, Koblenz, Französische Propaganda-Zentrale, 1923